# John Axel Nannfeldt
John Axel Frithiof Nannfeldt (Trelleborg, 18 gennaio 1904 – Uppsala, 4 novembre 1985) è stato un micologo e botanico svedese.
Nannfeldt studiò storia naturale all'Università di Uppsala e conseguì un dottorato di ricerca nel 1932. 
Nel 1939 diventò professore di botanica all'Università di Uppsala, posizione che mantenne fino alla pensione nel 1970.
Egli fece numerosi studi sulla sistematica dei funghi e delle piante vascolari. Tra i gruppi che studiò ci sono ruggini, funghi patogeni delle piante, funghi neri ed Exobasidium.
Si occupò di tassonomia e biogeografia di vari gruppi di piante vascolari come la specie artica Poa laxa.
Nel 1955 fu eletto membro n.983 dell'Accademia Reale Svedese delle Scienze.
Il fungo a coppa Plectania nannfeldtii è stata chiamato così in suo onore, come anche il genere Nannfeldtiella.